# 果淀暗沙
果淀暗沙位于南中国海中沙群岛中沙大环礁西南部边缘，东南与排波暗沙相距约3.5海里，西北与排洪滩相距约4.3海里。整个暗沙全部在海面以下，最浅处水深约18米，等深线20米以上面积约3平方公里。1947年和1983年公布名称均为“果淀暗沙”。